# Велика Ида
Велька Іда (словац. Veľká Ida) — село в окрузі Кошиці-околиця Кошицького краю Словаччини. Площа села 31,01 км². Станом на 31 грудня 2016 року в селі проживало 3656 жителів.

## Історія
Перші згадки про село датуються 1251 роком.

## Населення
| Рік:            | 1994. | 2004.    | 2014.    | 2024.    |
| --------------- | ----- | -------- | -------- | -------- |
| Кількість осіб: | 2451  | 2965     | 3485     | 4232     |
| Різниця:        |       | +20,97 % | +17,53 % | +21,43 % |

| Рік:            | 2023. | 2024.   |
| --------------- | ----- | ------- |
| Кількість осіб: | 4140  | 4232    |
| Різниця:        |       | +2,22 % |